# بیافرا
بیافرا (به لاتین: Biafra) به‌طور رسمی جمهوری بیافرا یک کشور سابق در نیجریه است که در جنوب شرق نیجریه واقع شده‌است. این جمهوری با جدا شدن از نیجریه از ۱۹۶۷ تا ۱۹۷۰ وجود داشت و نام خود را از خلیج بیافرا گرفته بود.
گابن، هائیتی، ساحل عاج، تانزانیا و زامبیا بیافرا را به رسمیت شناختند. کشورهای دیگری که رسماً بیافرا را به رسمیت نشناختند ولی از آن حمایت کردند عبارتند از اسرائیل، فرانسه، پرتغال، رودزیا، آفریقای جنوبی و واتیکان.